# Шейх-Мансуровский район
Шейх-Мансуровский район (до декабря 2020 года — Заводской) — внутригородской район города Грозного.

## История
Изначально — Орджоникидзевский (образован в 1938 году) и Сталинский районы, которые были объединены в 1960-х годах в Заводской район. После опроса населения, 29 декабря 2020 года Грозненская городская дума приняла решение о переименовании Заводского района в Шейх-Мансуровский.
В 2024 году из состава района будет вычленен новый, Путинский, район.

## Население
| 1970    | 1979    | 1989    | 2002    | 2009    | 2010    | 2012    |
| ------- | ------- | ------- | ------- | ------- | ------- | ------- |
| 68 290  | ↘65 734 | ↗76 180 | ↘51 084 | ↗57 551 | ↗62 939 | ↗64 554 |
| 2013    | 2014    | 2015    | 2016    | 2017    | 2018    | 2019    |
| ↗66 043 | ↗67 869 | ↗68 424 | ↗68 981 | ↗69 651 | ↗70 780 | ↗71 636 |
| 2020    | 2021    | 2023    | 2024    |         |         |         |
| ↗72 825 | ↘71 024 | ↗77 183 | ↗77 223 |         |         |         |

Национальный состав
По итогам переписи населения 2020 года проживали следующие национальности (национальности менее 0,1 % и другое см. в сноске к строке «Другие»):
| Национальность | Численность, чел. | Доля     |
| -------------- | ----------------- | -------- |
| Чеченцы        | 69 310            | 97,59 %  |
| Русские        | 1038              | 1,46 %   |
| Ингуши         | 124               | 0,17 %   |
| Азербайджанцы  | 106               | 0,15 %   |
| Другие         | 446               | 0,63 %   |
| Итого          | 71 024            | 100,00 % |

## Описание
Шейх-Мансуровский район граничит с Грозненским и Урус-Мартановским районами Чеченской Республики, а также с Висаитовским, Ахматовским и Байсангуровским районами города Грозного. Является промышленно-индустриальным районом города.

## Территориальное деление

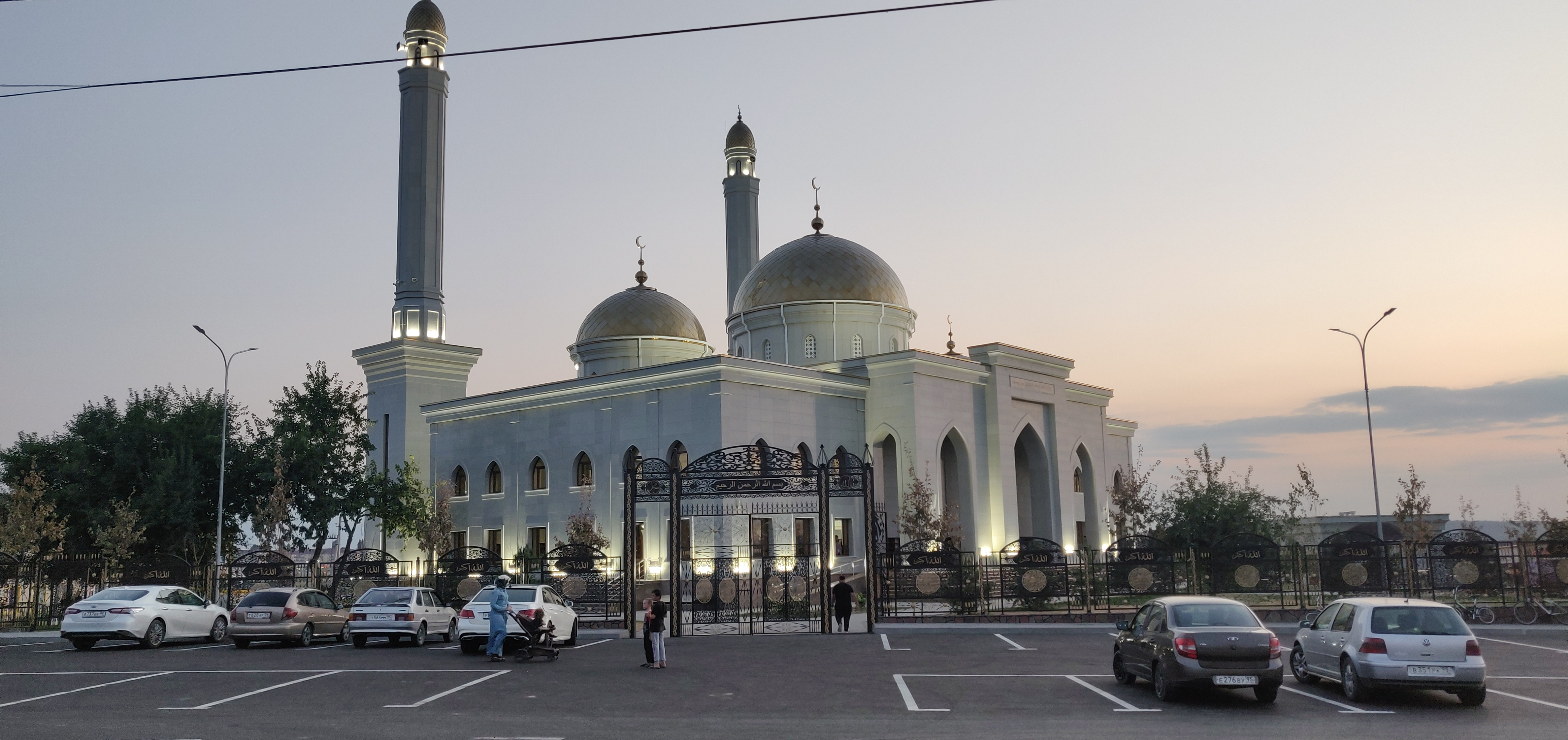
Мечеть им. Шейха Мансура

Район включает микрорайоны и внутригородские посёлки (отдалённые микрорайоны):
- Центр[25]
- Новые Алды
- посёлок Андреевская Долина
- посёлок Карпинский Курган
- посёлок Войкова
- посёлок Кирова
- посёлок Подгорный (1-й, 2-й, 3-й Подгорный)
- посёлок Строителей
- посёлок Алды (Черноречье, другое название «микрорайон химиков»)